# Wilde-Donald Guerrier
Wilde-Donald Guerrier (Port-à-Piment, 31 marzo 1989) è un calciatore haitiano, centrocampista o difensore dei Cosmos Coblenza.

## Carriera

### Club
Guerrier ha iniziato la carriera agonistica nel Violette, società che ha lasciato nel 2012 per giocare nell'América des Cayes. Nel 2013 si trasferisce in Europa per giocare con il sodalizio polacco del Wisła Cracovia, con cui esordisce in campionato, segnando anche una rete, nella partita casalinga vinta per 3-0 contro il Piast Gliwice del 13 settembre 2013.

### Nazionale
Dal 2010 fa parte della nazionale haitiana.
Viene convocato per la Copa América Centenario negli Stati Uniti.

## Palmarès

### Club

#### Competizioni nazionali
- Campionato azero: 1

Qarabağ: 2018-2019